# الجدل حول القصف الذري على هيروشيما وناغازاكي

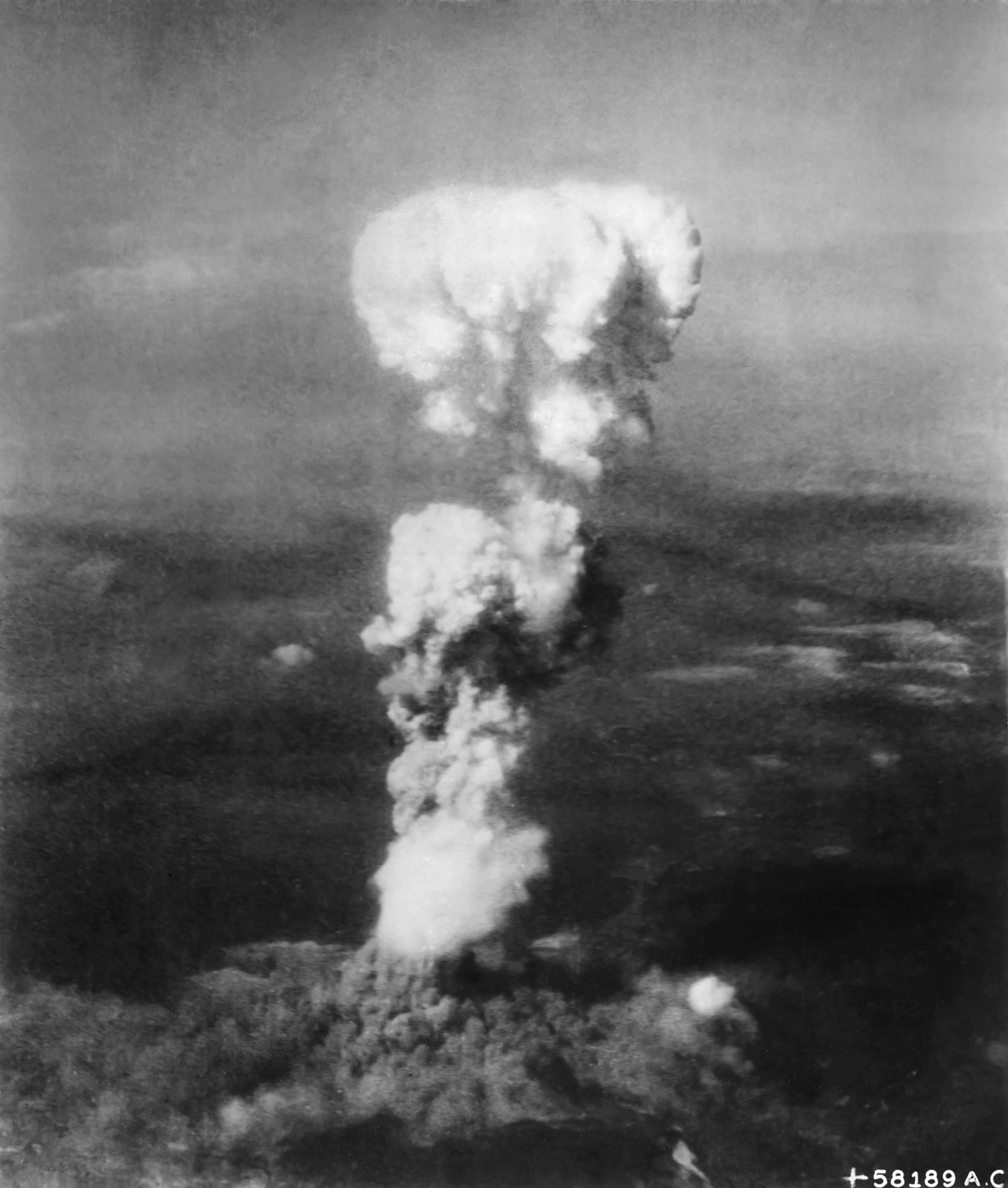
صورة توضح القصف الذري على هيروشيما

الجدل القائم حول القصف الذري على هيروشيما وناغازاكي، هو الجدل المعني بالخلافات الأخلاقية والقانونية والعسكرية المرتبطة بالقصف الذري على هيروشيما وناغازاكي في 6 و9 أغسطس 1945 في نهاية الحرب العالمية الثانية (1939-1945).
أصدر رئيس الولايات المتحدة هاري ترومان، ورئيس الوزراء البريطاني ونستون تشرشل، ورئيس الحكومة القومية الصينية شيانغ كاي شيك، إعلان بوتسدام في 26 يوليو 1945؛ والذي حدد شروط الاستسلام لإمبراطورية اليابان على النحو المتفق عليه في مؤتمر بوتسدام. نص هذا البلاغ على مواجهة اليابان «للدمار الفوري والمطلق» في حال عدم استسلامها. وفي حين يركز بعض المشاركين في الجدل على عملية صنع القرار الرئاسي، يسلط آخرون الضوء على ما إذا كانت التفجيرات هي السبب المباشر لاستسلام اليابان أم لا.
وعلى مر تاريخ هذا الجدل، اكتسبت العديد من الحجج دعمًا إضافيًا، في حين فقدت أخرى دعمها؛ نتيجة توفر أدلة أحدث واكتمال الدراسات الجديدة المتعلقة بهذا الموضوع. كان التركيز الأساسي والمستمر في الجدل على دور القصف في استسلام اليابان وتبرير الولايات المتحدة لفعلتها بأنها عجلت منه؛ وهو موضوع ما يزال قيد النقاش الأكاديمي والشعبي حتى الآن. وفي عام 2005، كتب جاي صموئيل ووكر لمحةً عامةً عن التأريخ المتعلق بهذه المسألة، جاء فيها: «يبدو أن الجدل حول استخدام القنبلة الذرية سيستمر بكل تأكيد»، وأضاف أيضًا: «إن القضية الأساسية التي قسمت الباحثين على مدى أربعة عقود تقريبًا، هي ما إذا كان استخدام القنبلة ضروريًا آنذاك لتحقيق النصر في معركة المحيط الهادئ بشروط مرضية للولايات المتحدة الأمريكية».
يؤكد مؤيدو القصف بشكل عام على أنه كان سببًا في استسلام اليابان، ومنع وقوع خسائر فادحة في صفوف الجانبين أثناء الغزو المخطط لليابان؛ حيث كان من المقرر غزو كيوشو (عملية السقوط) في نوفمبر 1945 وهونشو بعد أربعة أشهر من ذلك. كان يُعتقد أن اليابان لن تستسلم ما لم يكن هناك دليل مؤكد على امتلاك الحلفاء لقدرة تدميرية. أما أولئك الذين يعارضون القصف، فيجادلون بأنه كان غير ضروري عسكريًا، وبكونه غير أخلاقي بطبيعته، بل وبأنه جريمة حرب أو شكل من أشكال إرهاب الدولة. ويعتقد بعض النقاد أن الحصار البحري والقصف التقليدي كانا سيجبران اليابان على الاستسلام دون قيد أو شرط بنهاية المطاف، في حين يعتقد البعض الآخر أن دافع اليابان للاستسلام كان أكبر في حال غزو الاتحاد السوفيتي لمنشوريا وغيرها من المناطق التي كانت تحت سيطرة اليابانيين.
في عام 2003، قال نيلسون مانديلا، الذي عارض نظام الفصل العنصري في جنوب إفريقيا، ما يلي عن قصف هيروشيما وناغازاكي:
قبل 57 عامًا، عندما كانت اليابان تتراجع في جميع الجبهات، قررت (الولايات المتحدة) إسقاط القنبلة الذرية على هيروشيما وناغازاكي. قتلوا الكثير من الأبرياء، الذين لا يزالون يعانون من آثار تلك القنابل. لم تكن تلك القنابل موجهة ضد اليابانيين. كانت موجهة ضد الاتحاد السوفيتي. ليقولوا: انظروا، هذه هي القوة التي لدينا. إذا تجرأت على معارضة ما نقوم به، فسيحدث لك هذا. ولأنهم متعجرفون جدًا، قرروا قتل الأبرياء في اليابان الذين ما زالوا يعانون من ذلك.
تم الإدلاء بهذا التصريح عندما كانت الحرب على العراق قيد المناقشة.

## الدبلوماسية الذرية
ألف جار ألبيروفيتز حجةً أُخرى بعنوان «الدبلوماسية الذرية» وقدمها في كتاب له في عام 1965، ومفادها أن الهدف الرئيسي من القصف كان إخافة الاتحاد السوفيتي، وبأنه مثل الحدث الافتتاحي للحرب الباردة آنذاك. ومن هذا المنطلق، يجادل البعض بأن الولايات المتحدة تسابقت مع الاتحاد السوفيتي لإخضاع اليابان وأملت بقصفها لإعلان استسلامها قبل دخول السوفييت في حرب المحيط الهادئ. ومع ذلك، توصل الاتحاد السوفيتي والولايات المتحدة والمملكة المتحدة إلى اتفاق في مؤتمر يالطا حول موعد انضمام الاتحاد السوفيتي للحرب ضد اليابان وكيفية تقسيم الأراضي اليابانية في نهاية الحرب.
يجادل آخرون بأن مثل هذه الاعتبارات لم يكن لها دور يُذكر في عملية القصف، أو لم تلعب أي دور من الأساس، متذرعين بحجة أن الاهتمام الوحيد للولايات المتحدة آنذاك كان استسلام اليابان وحسب، بل ويؤكدون رغبة الولايات المتحدة في ذلك الوقت بدخول السوفييت في حرب المحيط الهادئ وتقديرها لذلك، لأنهم عجلوا استسلام اليابان. كتب الرئيس الأمريكي ترومان في مذكراته: «"كانت هناك أسباب عديدة لمشاركتي في مؤتمر بوتسدام، ولعل أكثرها إلحاحًا برأيي، هو الحصول إعادة تأكيد على دخول روسيا في الحرب ضد اليابان من ستالين شخصيًا، وهو أكثر الأمور التي كان قائد جيشنا يسعى لتحقيقها. وتمكنت من الحصول على هذا التأكيد من ستالين منذ الأيام الأولى للمؤتمر».

## الرأي العام

### في الولايات المتحدة
أجرى مركز بيو للأبحاث استبيانًا عام 2015 أظهر أن 56٪ من الأمريكيين يؤيدون القصف الذري لهيروشيما وناغازاكي مقابل 34٪ ممن يعارضون ذلك. سلط الاستبيان الضوء على تأثير أعمار المشاركين فيه، إذ أظهر أن 70٪ من الأمريكيين المؤيدين للقصف كانوا يبلغون 65 عامًا وما فوق، مقابل 47٪ فقط لمن تتراوح أعمارهم بين 18 و29 عامًا. كما أثرت الميول السياسية على إجابات المشاركين؛ فوفقًا للاستبيان كان 74٪ من المؤيدين للقصف من الجمهوريين في حين لم تتجاوز نسبة الديمقراطيين منهم 52%.
انخفضت نسبة المؤيدين الأمريكيين للقصف بشكل متزايد؛ فبعد أن أظهر استطلاع للرأي أجرته مؤسسة غالوب في عام 1945 دعم 85٪ من المشاركين للقصف مقابل رفض 10% منهم له، أعادت المؤسسة استطلاع الرأي هذا بعد خمسة وأربعين عامًا، ووجدت في عام 1990 انخفاض نسبة المؤيدين الأمريكيين للقصف لتصل إلى 53٪ وارتفاع نسبة الرافضين له إلى 41٪. وتطابقت نتائج استطلاع رأي آخر أجرته مؤسسة غالوب عام 2005 مع نتائج دراسة مركز بيو للأبحاث في عام 2015 مع كون 57٪ من الأمريكيين مؤيدين للقصف مقابل 38٪ من المعارضين له. وفي حين أظهرت بيانات دراسة مركز بيو للأبحاث واستطلاع الرأي من جالوب انخفاضًا حادًا في دعم القصف على مدار نصف القرن الماضي، أجرى علماء السياسة في جامعة ستانفورد بحثًا يدعم فرضيتهم القائلة بأن نسبة المؤيدين الأمريكيين لاستخدام القوة النووية اليوم تسكون مماثلة لنظيرتها في عام 1945 في حال حصول سيناريو مشابه في عصرنا هذا.
هناك أيضًا اختلافات في الدعم والرفض بين المجموعات العرقية. وفقًا لاستطلاع أجرته CBS News، فإن 49% من الأمريكيين البيض أيدوا القصف الذري، في حين أن 24% فقط من الأمريكيين غير البيض أيدوا القصف.
أظهرت نتائج دراسة أجراها عالما السياسة سكوت ساجان وبنجامين إيه فالانتينو، في عام 2017، أن 67٪ من الأمريكيين يؤيدون استخدام القوة الذرية في الحالات المشابهة، في حين أظهر استطلاع أجراه مركز بيو عام 2010 أن 64 ٪ من الأمريكيين وافقوا على إعلان باراك أوباما امتناع الولايات المتحدة الأمريكية عن استخدام الأسلحة النووية ضد الدول التي لا تمتلكها، ما يدل على أن العديد من الأمريكيين قد يكون لديهم وجهات نظر متضاربة إلى حد ما حول استخدام الأسلحة الذرية.

### في دول أخرى
في استطلاع أجري في عام 2015، قال 79% من اليابانيين إن القصف لم يكن مبررًا، في حين قال 14% إنه كان مبررًا.
في استطلاع أجري في عام 2016، قال 41% من البريطانيين إن القصف كان قرارًا خاطئًا، في حين قال 28% إنه كان القرار الصواب.
يتم مناقشة قصف الذري من وجهة نظر أمريكية على أنه قلل من الأضرار التي لحقت بالجنود. يقول أليكس ويليرشتاين، مؤرخ نووي في معهد ستيفنز للتكنولوجيا، إنه بينما كانت البلدان التي غزتها اليابان تؤيد القصف الذري، فإن الأوروبيين عمومًا لديهم وجهة نظر باردة. يتفاجأ الأوروبيون من حقيقة أن الغالبية العظمى من الأمريكيين يعتقدون أن القصف الذري لهيروشيما وناغازاكي كان مبررًا وصوابًا أخلاقيًا.
كما أن الموقف سلبي جدًا في البلدان التي هي في صراع دبلوماسي مع الولايات المتحدة. في عام 1959، عندما زار تشي غيفارا هيروشيما، قال: "ألا تغضبون أنتم اليابانيين من الفظائع التي ارتكبها الأمريكيون بحقكم؟" وقال الزعيم الأعلى لإيران علي خامنئي: "أسقطت الولايات المتحدة قنبلة ذرية على مدينة هيروشيما في أغسطس 1945، مما أسفر عن مقتل 100,000 شخص في لحظة. مثل هذه القوات الهيمنية كما هي تظهر بوضوح أن الولايات المتحدة مفلسة أخلاقيًا، ملحدة، وغير دينية."
في كوريا الجنوبية، هناك تصور عام بأن القصف الذري أدى إلى الاستقلال. ومع ذلك، كانت كوريا مستعمرة يابانية في ذلك الوقت، وجاء العديد من الكوريين إلى اليابان للعمل كمهاجرين وعمال حربيين، لذلك يُقدّر أن هناك عشرات الآلاف من الكوريين الذين تعرضوا للقصف الذري هيباكوشا. ثم، انتقد هيباكوشا الكوريون كل من اليابان والولايات المتحدة. كانت الاختلافات في المواقف تجاه القصف الذري حاجزًا لفهم بين الكوريين الجنوبيين والكوريين في اليابان .

## التأثير السلبي على السياسة العسكرية والخارجية الأمريكية
أشار الكاتب والاقتصادي الفرنسي فريديريك سانت كلير إلى أن القصف الذري لهيروشيما وناغازاكي قد تم ترسيخه في الاستراتيجية العسكرية الأمريكية باعتباره "تجربة ناجحة"، مما أدى بالولايات المتحدة إلى التصرف على أساس افتراض خاطئ مفاده أن "إخضاع العدو بالقوة" سيكون فعالًا في الحروب اللاحقة – مثل حرب فيتنام وحرب العراق – مما تسبب في عواقب سلبية طويلة الأمد.
تدعم أحداث 6 و9 و10 أغسطس 1945 الأطروحة التي تفيد بأن العسكريين الأمريكيين احتفظوا بهذه التجربة في ذاكرتهم – واستمروا في إحيائها عبر العقود. ومع ذلك، هناك العديد من الأمثلة المضادة. كارثة خليج الخنازير في عام 1961. الفشل المدوي لحرب فيتنام، من 1955 إلى 1975. الحرب التي لا نهاية لها في أفغانستان، التي شنت عقب أحداث 11 سبتمبر 2001. فشل حرب العراق التي بدأت في 2003، رغم "النصر" الأمريكي وسقوط الديكتاتور – إذا ما اعتُبر الفوضى المستمرة في المنطقة منذ ذلك الحين. وهذه ليست قائمة شاملة.
وكان المؤرخ الأمريكي المختص بتاريخ اليابان الحديث جون داور قد أشار أيضًا إلى أن تقديم الولايات المتحدة لاحتلالها لليابان والقصف الذري بصورة إيجابية أدى إلى عواقب سلبية لاحقًا. وقد جادل بأن اليابان كانت على الأرجح ستستسلم حتى بدون غزو أمريكي – طالما أن الولايات المتحدة كانت ستقبل ببقاء الإمبراطور، وهو ما حدث بالفعل في النهاية.
وانتقد داور أيضًا إدارة بوش لأنها روجت لليابان كمثال ناجح على التحول الديمقراطي في سياق غير غربي. وأشار إلى أن ذلك لم يتجاهل فقط الجدل القائم والمستمر داخل اليابان حول فترة الاحتلال، بل فشل أيضًا في إدراك الفروق الشاسعة بين اليابان والعراق. وعلى الرغم من هذه الفروق، حاولت الإدارة استخدام اليابان كحالة نموذجية.
على سبيل المثال، أشار داور إلى أن اليابان كانت قد شهدت بالفعل تطورات ديمقراطية، مثل سن دستور ميجي بعد استعادة ميجي وفترة ديمقراطية تايشو. كما شدد على عزلة اليابان الجغرافية كأمة جزيرية، وتاريخها الطويل من الهوية المشتركة، وغياب الانقسامات المجتمعية العميقة القائمة على الدين أو العرق نسبيًا.
واستمر هذا الاتجاه حتى عام 2024، عندما صرح ليندسي غراهام بأن الولايات المتحدة أسقطت قنبلتين ذريتين على اليابان في نهاية الحرب العالمية الثانية، وبالتالي يجب على إسرائيل أن تستخدم جميع أنواع القنابل في قطاع غزة أيضًا. كتب أليكس لو، وهو كاتب عمود مقيم في هونغ كونغ، أن النخبة الحاكمة الأمريكية أصبحت فاقدة للعقل، وتستحضر جريمة حرب أو إبادة جماعية أمريكية تلو الأخرى لتبرير الإبادة الجماعية الإسرائيلية. كما شارك تيم والبرغ وراندي فاين الرأي نفسه وأدلوا بتصريحات مماثلة.